# Tỉnh trưởng Chính phủ Nhân dân tỉnh Hồ Bắc
Tỉnh trưởng Chính phủ Nhân dân tỉnh Hồ Bắc (tiếng Trung: 湖北省人民政府省长, bính âm: Hú Běi shěng rénmín zhèngfǔ shěng zhǎng, Hồ Bắc tỉnh Nhân dân Chính phủ Tỉnh trưởng) được bầu cử bởi Đại hội Đại biểu nhân dân tỉnh Hồ Bắc, lãnh đạo bởi thành viên của Đảng Cộng sản Trung Quốc. Cán bộ, công chức lãnh đạo, là Tỉnh trưởng Chính phủ Nhân dân tỉnh Hồ Bắc có cấp bậc Bộ trưởng, thường là Ủy viên Ủy ban Trung ương Đảng Cộng sản Trung Quốc các khóa. Tỉnh trưởng Chính phủ Nhân dân là lãnh đạo thứ hai của tỉnh, đứng sau Bí thư Tỉnh ủy. Tỉnh trưởng Chính phủ Nhân dân tỉnh Hồ Bắc đồng thời là Phó Bí thư Tỉnh ủy tỉnh Hồ Bắc.
Trong lịch sử Cộng hòa Nhân dân Trung Hoa, chức vụ Tỉnh trưởng Chính phủ Nhân dân tỉnh Hồ Bắc có các tên gọi là Chủ tịch Chính phủ Nhân dân tỉnh Hồ Bắc (1949 - 1955), Tỉnh trưởng Ủy ban Nhân dân tỉnh Hồ Bắc (1955 - 1967), Chủ nhiệm Ủy ban Quân Giải phóng Nhân dân Trung Quốc Kiểm soát tỉnh Hồ Bắc (1967 - 1968), Chủ nhiệm Ủy ban Cách mạng tỉnh Hồ Bắc (1968 - 1979), và Tỉnh trưởng Chính phủ Nhân dân tỉnh Hồ Bắc (1979 đến nay). Tất cả các tên gọi này dù khác nhau nhưng cùng có ý nghĩa là Thủ trưởng Hành chính tỉnh Hồ Bắc, tức nghĩa Tỉnh trưởng Chính phủ Nhân dân tỉnh Hồ Bắc hiện nay.
Tỉnh trưởng Chính phủ Nhân dân tỉnh Hồ Bắc hiện tại là Vương Hiểu Đông.

## Lịch sử

### Giai đoạn sơ khai

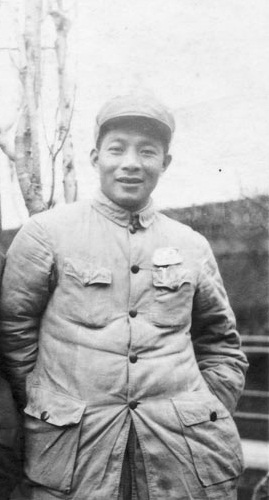
Trần Phi Hiển (1916 – 1995), Bí thư Ban Bí thư, Bí thư Chính Pháp, Bí thư Thượng Hải, Lãnh đạo cấp Phó Quốc gia, Tỉnh trưởng Hồ Bắc (1978 – 1980).

Vào tháng 5 năm 1949, Chính phủ Nhân dân tỉnh Hồ Bắc được thành lập, thủ phủ tỉnh đặt tại Vũ Hán. Vào tháng 4 năm 1950, cơ quan được tổ chức lại thành Ủy ban Chính phủ Nhân dân tỉnh Hồ Bắc. Lãnh đạo đầu tiên của tỉnh Hồ Bắc là Lý Tiên Niệm, lãnh đạo toàn diện kiêm cùng lúc các chức vụ Bí thư Tỉnh ủy tỉnh Hồ Bắc, Bí thư Quân khu, Tư lệnh kiêm Chính ủy Quân khu tỉnh Hồ Bắc, Bí thư kiêm Thị trưởng thành phố Vũ Hán và Chủ tịch Chính phủ Nhân dân tỉnh Hồ Bắc giai đoạn 1949 – 1954. Trong những năm này, ông đã chỉ đạo công tác chống bá quyền, bình ổn giá, quản lý tài chính và kinh tế thống nhất, cải cách ruộng đất, thanh trừ phản cách mạng, đoàn kết trí thức và nhân dân từ mọi tầng lớp. Ông đã thống nhất và đoàn kết được nhân dân tỉnh Hồ Bắc, ngay giai đoạn Cộng hòa Nhân Dân Trung Hoa ra đời. Vào tháng 3 năm 1952, Lý Tiên Niệm đã thành lập Ủy ban Phân chia lũ lụt Kinh Giang, kiểm Chủ nhiệm và đến tháng 4 năm 1953, Dự án Phân chia lũ lụt Kinh Giang đã hoàn thành. Dự án nằm ở huyện Công An, Kinh Châu, trên bờ phía nam của sông Dương Tử ở tỉnh Hồ Bắc. Đây là một dự án bảo tồn nước quy mô lớn do chính phủ Trung Quốc xây dựng để đảm bảo an toàn cho đồng bằng Giang Hán và thành phố Vũ Hán. Dự án trên diện tích là 920 km² và có thể chứa khoảng sáu tỷ mét khối nước lũ. Ngoài việc phân lũ, dự án cũng có thể mang lại những lợi ích như tưới tiêu và chăn nuôi trong thời gian bình thường, và khu vực phân lũ có thể được sử dụng cho canh tác nông nghiệp.
Vào tháng 1 năm 1953, Lý Tiên Niệm đồng thời giữ chức Phó Bí thư Trung ương Cục Trung Nam Trung Quốc, Ủy viên Ủy ban Trung ương và Phó Chủ tịch Ủy ban Hành chính Trung Nam Trung Quốc, và điều chuyển rời khỏi Hồ Bắc năm 1954. Về sau, ông lần lượt giữ các vị trí Phó Tổng lý Quốc vụ viện, Phó Chủ tịch Ủy ban Trung ương Đảng, Ủy viên Ban Thương vụ Bộ Chính trị (khóa XII, XIII), Chủ tịch Chính Hiệp (1988 – 1992), Chủ tịch nước Cộng hòa Nhân dân Trung Hoa (1983 – 1988), là Nguyên thủ quốc gia, Lãnh đạo Quốc gia. Ông đã tham gia phụ trợ Đặng Tiểu Bình trong công cuộc cải cách kinh tế đất nước rồi công tác cùng Giang Trạch Dân cho đến khi qua đời năm 1992.
Kế nhiệm Lý Tiên Niệm là Lưu Tử Hậu (1954 – 1956). Vào tháng 2 năm 1955, cơ quan hành chính tỉnh được tổ chức lại thành Ủy ban Nhân dân tỉnh Hồ Bắc. Giai đoạn 1956 – 1968, thủ trưởng tỉnh là Trương Thể Học (张体学. 1915 – 1973). Trong cuộc Đại Cách mạng Văn hóa, Ủy ban Cách mạng tỉnh Hồ Bắc đã thực thi quyền hành pháp, Vũ Hán là một trong những trọng điểm hoạt động của Hồng vệ binh. Giai đoạn này, Chủ nhiệm Ủy ban Cách mạng tỉnh Hồ Hắc là Tằng Tứ Ngọc (曾思玉. 1911 – 2012) giai đoạn (1968 – 1973), Triệu Tân Sơ (赵辛初. 1915 – 1981) giai đoạn (1973 – 1978) và Trần Phi Hiển (陈丕显. 1916 – 1995) giai đoạn (1978 – 1980). Trong đó Tằng Tứ Ngọc là Trung tướng. Năm 1971, trong sự kiện 13 tháng 9 (九一三事件), Lâm Bưu qua đời, Tằng Tứ Ngọc bị tố cáo và được gọi đến Bắc Kinh để tiến hành điều tra. Trong thời gian đó ông được đánh giá là có sai lầm nhưng không nghiêm trọng và quay trở lại Hồ Bắc. Còn có Trần Phi Hiển (1916 – 1995), sau khi rời Hồ Bắc, ông trở thành Bí thư Ban Bí thư Trung ương, Bí thư Ủy ban Chính Pháp, Bí thư Thượng Hải, Phó Ủy viên trưởng Nhân Đại, là Lãnh đạo cấp Phó Quốc gia.

### Từ 1980

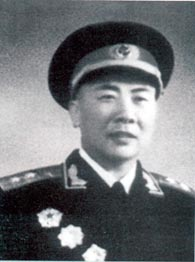
Tằng Tứ Ngọc (1911 – 2012), Trung tướng Giải phóng quân, nguyên Chủ nhiệm Hồ Bắc (1968 – 1973).

Vào tháng 1 năm 1980, Ủy ban Cách mạng tỉnh Hồ Bắc được giải thể và Chính phủ Nhân dân tỉnh Hồ Bắc được tái lập. Với tình hình Đặng Tiểu Bình trở lành Nhà lãnh đạo quốc gia tối cao (Trung Quốc), tiến hành mở cửa kinh tế, nhiệm vụ chính của các Tỉnh trưởng Chính phủ Nhân dân tỉnh Hồ Bắc là phát triển kinh tế. Từ đó đến nay có: Hàn Ninh Phu (韩宁夫. 1915 – 1995) giai đoạn (1980 – 1983), Hoàng Trí Chân (黄知真. 1920 – 1993) giai đoạn (1983 – 1986), Quách Chấn Kiền (郭振乾. 1933 – 2019) giai đoạn (1986 – 1990), Quách Thụ Ngôn (郭树言. 1935) giai đoạn (1990 – 1993), Cổ Chí Kiệt (贾志杰. 1935) giai đoạn (1993- 1995), Tưởng Chúc Bình (蒋祝平. 1937) giai đoạn (1995 – 2001), Trương Quốc Quang (张国光. 1945) giai đoạn (2001 – 2002), La Thanh Toàn (罗清泉. 1945) giai đoạn (2002 – 2007), Lý Hồng Trung (2007 – 2011), Vương Quốc Sinh (2011 – 2016), Vương Hiểu Đông (2016 – nay). Trong đó, Trương Quốc Quang là Tỉnh trưởng Hồ Bắc trong hơn một năm, vi phạm kỷ luật nghiêm trọng, bị khai trừ và phán quyết tù năm 2004 vì tội tham nhũng. Hiện nay, Lý Hồng Trung, Vương Quốc Sinh, Vương Hiểu Đông đang là Ủy viên Ủy ban Trung ương Đảng Cộng sản Trung Quốc khóa XIX và đặc biệt là Lý Hồng Trung, Ủy viên Bộ Chính trị, Bí thư Thiên Tân, Lãnh đạo cấp Phó Quốc gia.
Trong giai đoạn này, Hồ Bắc đáng chú ý bởi dự án Đập Tam Hiệp, xây dựng bắt đầu vào năm 1994 và là đập thủy điện lớn nhất thế giới. Đây là một trong những nhiệm vụ của các Tỉnh trưởng Chính phủ Nhân dân tỉnh Hồ Bắc. Đến khi hoàn thành, tổng công suất phát điện của công trình này là 22.500 MW. Cùng với chức năng sản xuất điện, công trình còn giúp ngăn lũ lụt, tăng cường năng lực vận chuyển ở vùng hạ du của Trường Giang. Một số đập thủy điện khác tại Hồ Bắc là đập Cát Châu Bá (葛洲坝水利枢纽), đập Đan Giang Khẩu (丹江口大坝), đập Cách Hà Nham (隔河岩大坝), đập Phú Thủy (富水大坝).

## Danh sách Tỉnh trưởng Chính phủ Nhân dân tỉnh Hồ Bắc
Từ năm 1949 tính đến hiện tại, Chính phủ Nhân dân tỉnh Hồ Bắc có 17 Tỉnh trưởng Chính phủ Nhân dân.
| STT                                                     | Tên                                                   | Quê quán                                              | Sinh năm                                              | Nhiệm kỳ                                              | Chức vụ về sau (gồm hiện) | Chức vụ trước, tình trạng                                                      |
| Chủ tịch Chính phủ Nhân dân tỉnh Hồ Bắc (1949 - 1955)   | Chủ tịch Chính phủ Nhân dân tỉnh Hồ Bắc (1949 - 1955) | Chủ tịch Chính phủ Nhân dân tỉnh Hồ Bắc (1949 - 1955) | Chủ tịch Chính phủ Nhân dân tỉnh Hồ Bắc (1949 - 1955) | Chủ tịch Chính phủ Nhân dân tỉnh Hồ Bắc (1949 - 1955) | Chủ tịch Chính phủ Nhân dân tỉnh Hồ Bắc (1949 - 1955) | Chủ tịch Chính phủ Nhân dân tỉnh Hồ Bắc (1949 - 1955)                          |
| ------------------------------------------------------- | ----------------------------------------------------- | ----------------------------------------------------- | ----------------------------------------------------- | ----------------------------------------------------- | --- | ------------------------------------------------------------------------------ |
| 1                                                       | Lý Tiên Niệm                                          | Hoàng Cương, Hồ Bắc                                   | 1909 - 1992                                           | 05/1949 - 08/1954                                     | Nguyên Chủ tịch nước Cộng hòa Nhân dân Trung Hoa (1983 - 1988), Nguyên Ủy viên Ban Thường vụ Bộ Chính trị Đảng Cộng sản Trung Quốc (khóa XII, XIII, lãnh đạo vị trí thứ năm), Nguyên Chủ tịch Ủy ban Toàn quốc Hội nghị Hiệp thương Chính trị Nhân dân Trung Quốc (1988 - 1992), Nguyên Phó Chủ tịch Uỷ ban Trung ương Đảng Cộng sản Trung Quốc, Nguyên Phó Tổng lý Quốc vụ viện Cộng hòa Nhân dân Trung Hoa, Nguyên Bộ trưởng Bộ Tài chính Trung Quốc, Nguyên Bí thư Tỉnh ủy tỉnh Hồ Bắc. | Lãnh đạo quốc gia, tỉnh trưởng đầu tiên Hồ Bắc. Qua đời năm 1992 tại Bắc Kinh. |
| 2                                                       | Lưu Tử Hậu                                            | Hình Đài, Hà Bắc                                      | 1909 - 2001                                           | 08/1954 - 08/1955                                     | Nguyên Thường vụ Ủy ban Toàn quốc Hội nghị Hiệp thương Chính trị Nhân dân Trung Quốc. | Qua đời năm 2001 tại Bắc Kinh.                                                 |
| Tỉnh trưởng Ủy ban Nhân dân tỉnh Hồ Bắc (1955 - 1968)   |                                                       |                                                       |                                                       |                                                       | |                                                                                |
| 2                                                       | Lưu Tử Hậu                                            | Hình Đài, Hà Bắc                                      | 1909 - 2001                                           | 08/1955 - 01/1956                                     | Nguyên Thường vụ Ủy ban Toàn quốc Hội nghị Hiệp thương Chính trị Nhân dân Trung Quốc. | Qua đời năm 2001 tại Bắc Kinh.                                                 |
| 3                                                       | Trương Thể Học                                        | Tín Dương, Hà Nam                                     | 1915 - 1973                                           | 01/1956 - 02/1968                                     | Nguyên Bí thư Tỉnh ủy tỉnh Hồ Bắc. | Lần thứ nhất làm Chủ nhiệm. Qua đời năm 1994 tại Tế Nam.                       |
| Chủ nhiệm Ủy ban Cách mạng tỉnh Hồ Bắc (1968 - 1979)    |                                                       |                                                       |                                                       |                                                       | |                                                                                |
| 4                                                       | Tằng Tứ Ngọc                                          | Tín Phong, Giang Tây                                  | 1911 - 2012                                           | 02/1968 - 12/1973                                     | Trung tướng Giải phóng quân Nhân dân Trung Quốc, Nguyên Tư lệnh Quân khu Tế Nam, Nguyên Bí thư Tỉnh ủy tỉnh Hồ Bắc. | Qua đời năm 2012, 101 tuổi tại Đại Liên.                                       |
| 5                                                       | Triệu Tân Sơ                                          | Hoàng Cương, Hồ Bắc                                   | 1915 - 1991                                           | 12/1973 - 08/1978                                     | Nguyên Bộ trưởng Bộ Lương thực Trung Quốc (hiện đã tách Bộ này). | Qua đời năm 1994 tại Bắc Kinh.                                                 |
| 6                                                       | Trần Phi Hiển                                         | Hình Đài, Hà Bắc                                      | 1916 - 1995                                           | 08/1978 - 01/1980                                     | Nguyên Bí thư Ban Bí thư Ủy ban Trung ương Đảng Cộng sản Trung Quốc, Nguyên Bí thư Ủy ban Chính trị Pháp luật Trung ương Đảng Cộng sản Trung Quốc, Nguyên Bí thư Thành ủy thành phố Thượng Hải, Nguyên Phó Ủy viên trưởng Ủy ban Thường vụ Đại hội Đại biểu Nhân dân Toàn quốc Cộng hòa Nhân dân Trung Hoa, Nguyên Bí thư Tỉnh ủy tỉnh Hồ Bắc. | Qua đời năm 1995 tại Bắc Kinh.                                                 |
| Tỉnh trưởng Chính phủ Nhân dân tỉnh Hồ Bắc (1979 - nay) |                                                       |                                                       |                                                       |                                                       | |                                                                                |
| 7                                                       | Hàn Ninh Phu                                          | Cao Đường, Sơn Đông                                   | 1915 - 1995                                           | 01/1980 - 04/1983                                     | Nguyên Bí thư Tỉnh ủy tỉnh Hồ Bắc. | Mất năm 1995 tại Vũ Hán.                                                       |
| 8                                                       | Hoàng Trí Chân                                        | Hoành Phong, Giang Tây                                | 1920 - 1993                                           | 04/1983 - 01/1986                                     | Nguyên Chủ nhiệm Ủy ban Thường vụ Đại hội Đại biểu Nhân dân tỉnh Hồ Bắc. | Mất năm 1993 tại Vũ Hán.                                                       |
| 9                                                       | Quách Chấn Kiền                                       | Lạc Ninh, Hà Nam                                      | 1933 - 2019                                           | 01/1986 - 03/1990                                     | Nguyên Tổng Kiểm toán Ủy ban Kiểm toán Nhà nước Trung Quốc, Nguyên Ủy viên Ủy ban Thường vụ Đại hội Đại biểu Nhân dân Toàn quốc Cộng hòa Nhân dân Trung Hoa. | Mất năm 2019.                                                                  |
| 10                                                      | Quách Thụ Ngôn                                        | Nam Dương, Hà Nam                                     | 1935 -                                                | 03/1990 - 02/1993                                     | Nguyên Phó Chủ nhiệm Ủy ban Kế hoạch Quốc gia Trung Quốc. | Trước đó là Phó Bí thư Tỉnh uỷ tỉnh Hồ Bắc.                                    |
| 11                                                      | Cổ Chí Kiệt                                           | Tùng Nguyên, Cát Lâm                                  | 1935 -                                                | 02/1993 - 02/1995                                     | Nguyên Bí thư Tỉnh ủy tỉnh Hồ Bắc. | Trước đó là Phó Bí thư Tỉnh uỷ tỉnh Hồ Bắc.                                    |
| 12                                                      | Tưởng Chúc Bình                                       | Vô Tích, Giang Tô                                     | 1937 -                                                | 02/1995 - 01/2001                                     | Nguyên Bí thư Tỉnh ủy tỉnh Hồ Bắc. | Trước đó là Phó Bí thư Tỉnh uỷ tỉnh Hồ Bắc.                                    |
| 13                                                      | Trương Quốc Quang                                     | Tuy Trung, Liêu Ninh                                  | 1945 -                                                | 01/2001 - 10/2002                                     | Nguyên Tỉnh trưởng Chính phủ Nhân dân tỉnh Hồ Bắc. | Vi phạm pháp luật, bị khai trừ khỏi Đảng năm 2004.                             |
| 14                                                      | La Thanh Toàn                                         | Giang Lăng, Hồ Bắc                                    | 1945 -                                                | 10/2002 - 12/2007                                     | Nguyên Bí thư Tỉnh ủy tỉnh Hồ Bắc. | Trước đó là Phó Bí thư Tỉnh uỷ tỉnh Hồ Bắc.                                    |
| 15                                                      | Lý Hồng Trung                                         | Thẩm Dương, Liêu Ninh                                 | 1956 -                                                | 12/2007 - 02/2011                                     | Ủy viên Bộ Chính trị Đảng Cộng sản Trung Quốc khóa 19, Bí thư Thành ủy thành phố Thiên Tân, Nguyên Bí thư Tỉnh ủy tỉnh Hồ Bắc. | Trước đó là Bí thư Thị uỷ Thâm Quyến.                                          |
| 16                                                      | Vương Quốc Sinh                                       | Đông A, Sơn Đông                                      | 1956 -                                                | 02/2011 - 07/2016                                     | Ủy viên Ủy ban Trung ương Đảng Cộng sản Trung Quốc khóa XIX, Bí thư Tỉnh ủy tỉnh Hà Nam, Nguyên Bí thư Tỉnh ủy tỉnh Thanh Hải. | Trước đó là Phó Bí thư Tỉnh uỷ tỉnh Hồ Bắc.                                    |
| 17                                                      | Vương Hiểu Đông                                       | Tín Phong, Giang Tây                                  | 1960 -                                                | 09/2016 -                                             | Ủy viên Ủy ban Trung ương Đảng Cộng sản Trung Quốc khóa XIX, Phó Bí thư Tỉnh ủy tỉnh Hồ Bắc, Tỉnh trưởng Chính phủ Nhân dân tỉnh Hồ Bắc. | Trước đó là Phó Bí thư Tỉnh uỷ tỉnh Hồ Bắc.                                    |

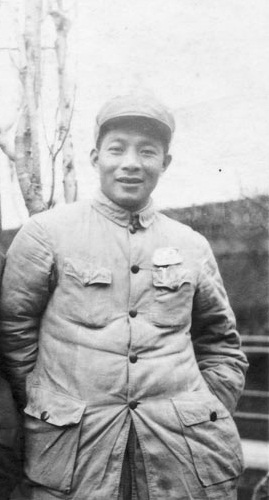
Trần Phi Hiển (1916 - 1995), nguyên Bí thư Ủy ban Chính trị Pháp luật Trung ương Đảng Cộng sản Trung Quốc, nguyên Bí thư Thành ủy thành phố Thượng Hải, nguyên Tỉnh trưởng Chính phủ Nhân dân tỉnh Hồ Bắc (1978 - 1980).
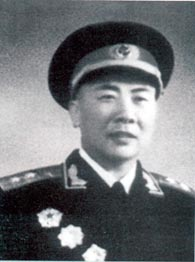
Tằng Tứ Ngọc (1911 - 2012), Trung tướng Giải phóng quân Nhân dân Trung Quốc, nguyên Chủ nhiệm Ủy ban Cách mạng tỉnh Hồ Bắc (1968 - 1973).
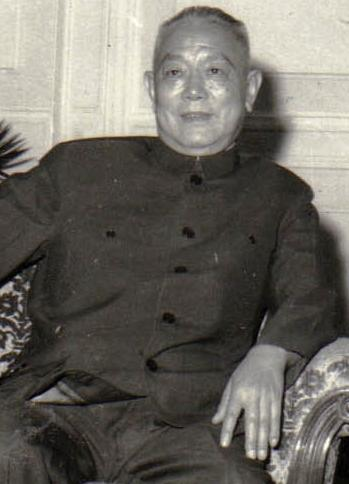
Lý Tiên Niệm (1909 - 1992), nguyên Chủ tịch nước Cộng hòa Nhân dân Trung Hoa (1983 - 1988), nguyên Chủ tịch Ủy ban Toàn quốc Hội nghị Hiệp thương Chính trị Nhân dân Trung Quốc, nguyên Ủy viên Ban Thường vụ Bộ Chính trị Đảng Cộng sản Trung Quốc (lãnh đạo quốc gia vị trí thứ ba), nguyên Phó Tổng lý Quốc vụ viện, nguyên Chủ tịch Chính phủ Nhân dân tỉnh Hồ Bắc (1949 - 1954).

## Tên gọi khác của chức vụ Tỉnh trưởng Chính phủ Nhân dân

#### Chủ tịch Chính phủ Nhân dân tỉnh Hồ Bắc (1949 - 1955)

Hồ Bắc

- Lý Tiên Niệm, nguyên Chủ tịch Chính phủ Nhân dân tỉnh Hồ Bắc (1949 - 1954).
- Lưu Tử Hậu, nguyên Chủ tịch Chính phủ Nhân dân tỉnh Hồ Bắc (1954 - 1955).

#### Tỉnh trưởng Ủy ban Nhân dân tỉnh Hồ Bắc (1955 - 1967)
- Lưu Tử Hậu, nguyên Chủ tịch Chính phủ Nhân dân tỉnh Hồ Bắc (1955 - 1956).
- Trương Thể Học, nguyên Tỉnh trưởng Ủy ban Nhân dân tỉnh Hồ Bắc (1956 - 1967).

#### Chủ nhiệm Ủy ban Quân Giải phóng Nhân dân Trung Quốc Kiểm soát tỉnh Hồ Bắc (1967 - 1968)
- Trương Thể Học, nguyên Chủ nhiệm Ủy ban Quân Giải phóng Nhân dân Trung Quốc Kiểm soát tỉnh Hồ Bắc (1967 - 1968).

#### Chủ nhiệm Ủy ban Cách mạng tỉnh Hồ Bắc (1968 - 1979)
- Tằng Tứ Ngọc, Trung tướng Giải phóng quân Nhân dân Trung Quốc, nguyên Chủ nhiệm Ủy ban Cách mạng tỉnh Hồ Bắc (1968 - 1973).
- Triệu Tân Sơ, nguyên Chủ nhiệm Ủy ban Cách mạng tỉnh Hồ Bắc (1973 - 1978).
- Trần Phi Hiển, nguyên Chủ nhiệm Ủy ban Cách mạng tỉnh Hồ Bắc (1978 - 1979).

## Các lãnh đạo quốc gia Trung Quốc từng là Tỉnh trưởng Chính phủ Nhân dân tỉnh Hồ Bắc

Bản đồ Hồ Bắc

Trong quãng thời gian từ năm 1949 đến nay, Chính phủ Nhân dân tỉnh Hồ Bắc có các lãnh đạo quốc gia từng làm Tỉnh trưởng Chính phủ Nhân dân. Trong đó lãnh đạo cấp quốc gia cao nhất từng giữ vị trí Tỉnh trưởng Chính phủ Nhân dân tỉnh là Lý Tiên Niệm, người Hồ Bắc, nguyên Chủ tịch nước Cộng hòa Nhân dân Trung Hoa, từng tham gia kháng chiến Vạn lý Trường chinh và cuộc đấu tranh lật đổ Tứ nhân bang.
- Lý Tiên Niệm (1909 - 1992), nguyên Chủ tịch nước Cộng hòa Nhân dân Trung Hoa (1983 - 1988), nguyên Ủy viên Ban Thường vụ Bộ Chính trị Đảng Cộng sản Trung Quốc (khóa XII, XIII, lãnh đạo vị trí thứ năm), nguyên Chủ tịch Ủy ban Toàn quốc Hội nghị Hiệp thương Chính trị Nhân dân Trung Quốc (1988 - 1992), nguyên Phó Chủ tịch Uỷ ban Trung ương Đảng Cộng sản Trung Quốc, nguyên Phó Tổng lý Quốc vụ viện Cộng hòa Nhân dân Trung Hoa.

Ngoài ra còn có một số các bộ cao cấp như:
- Lý Hồng Trung (1956 -), đương nhiệm Ủy viên Bộ Chính trị Đảng Cộng sản Trung Quốc khóa 19, Bí thư Thành ủy thành phố Thiên Tân.
- Trần Phi Hiển (1916 - 1995), nguyên Bí thư Ban Bí thư Ủy ban Trung ương Đảng Cộng sản Trung Quốc, nguyên Bí thư Ủy ban Chính trị Pháp luật Trung ương Đảng Cộng sản Trung Quốc, nguyên Bí thư Thành ủy thành phố Thượng Hải, nguyên Phó Ủy viên trưởng Ủy ban Thường vụ Đại hội Đại biểu Nhân dân Toàn quốc Cộng hòa Nhân dân Trung Hoa.